# Andrew Maynard
Andrew Maynard, född 8 april 1964 i Laurel, Maryland, är en amerikansk boxare som tog OS-guld i lätt tungviktsboxning 1988 i Seoul. Han besegrade sovjetiske Nurmagomed Shanavazov i finalen.